# Alexandra Kollontai
Alexandra Mikhaylovna Kollontai (nascida russo: Алекса́ндра Миха́йловна Коллонта́й; romaniz.: Alexandra Mikhailovna Kollontai) nascida Alexandra Mikhaylovna Domontovich (em russo: Александра Михайловна Домонтович; em São Petersburgo, Império Russo, em 31 de março de 1872 — falecida em 9 de março de 1952) foi uma política, escritora e embaixadora russa. Foi líder revolucionária, teórica do feminismo marxista, membro do partido bolchevique e militante ativa durante a Revolução Russa de 1917, curso na qual foi a única líder mulher, além de Maria Spiridonova, a desempenhar um papel destacado.

## Primeiros anos
Kollontai nasceu e cresceu no seio de uma família da nobreza latifundiária. O pai, Mikhail Domontovich, era um general de origem ucraniana, e a mãe, uma finlandesa de origem camponesa. Passou a infância entre Petrogrado e a Finlândia. A família limitou-lhe o acesso aos estudos e assim, aos 16 anos, após concluir seu bacharelado, foi autodidata. Aos 20 anos, casa-se, contra a vontade de sua mãe, com seu primo distante, Vladimir Mikhaylovich Kollontai, um jovem oficial do exército de modestas condições económicas, com quem teve um filho, Misha.

## Aproximação das ideias marxistas
Inicialmente simpatizava com o socialismo agrário populista russo que, na época, praticava atentados contra membros da aristocracia dirigente russa. A partir de 1896, começa a estudar o marxismo e economia, acedendo à leitura das duas primeiras revistas marxistas legais na Rússia: Nachalo e Novoye Slovo. Integra-se a um grupo de apoio aos grevistas do setor têxtil de Petrogrado, numa luta em que participavam 36 000 operários.
Em 1898 ela abandona sua situação privilegiada, deixa o marido e o filho e publica o seu primeiro estudo sobre psicologia da educação, antes de começar os estudos universitários de Economia em Zurique. Torna-se progressivamente mais favorável ao marxismo, admirando Kautsky e Rosa Luxemburgo, face às tendências revisionistas promovidas por Bernstein. Em 1899, viaja a Inglaterra para estudar o movimento operário desse país, deparando-se com todas as contradições de uma sociedade em que o capitalismo está numa fase avançada, voltando à Rússia ainda mais afirmada no seu marxismo.
Em pleno conflito entre a aristocracia russa e o povo finlandês, Alexandra põe-se do lado dos revolucionários finlandeses. Publica artigos sobre a questão, em 1900, sobretudo de teor económico-estatístico, envolvendo-se em simultâneo nas atividades clandestinas dos círculos marxistas russos e juntando-se ao Partido Operário Social-Democrata Russo.
Em 1901 partiu para o exterior, coincidindo com Kautsky, Luxemburgo e Lafargue em Paris e com Plekhanov, em Genebra. Apesar de ser uma mulher revolucionária, ela se definia como uma social democrata revolucionária e não uma simples feminista, justificando a sua posição por achar que a luta de classes é mais ampla.

## Ação política revolucionária

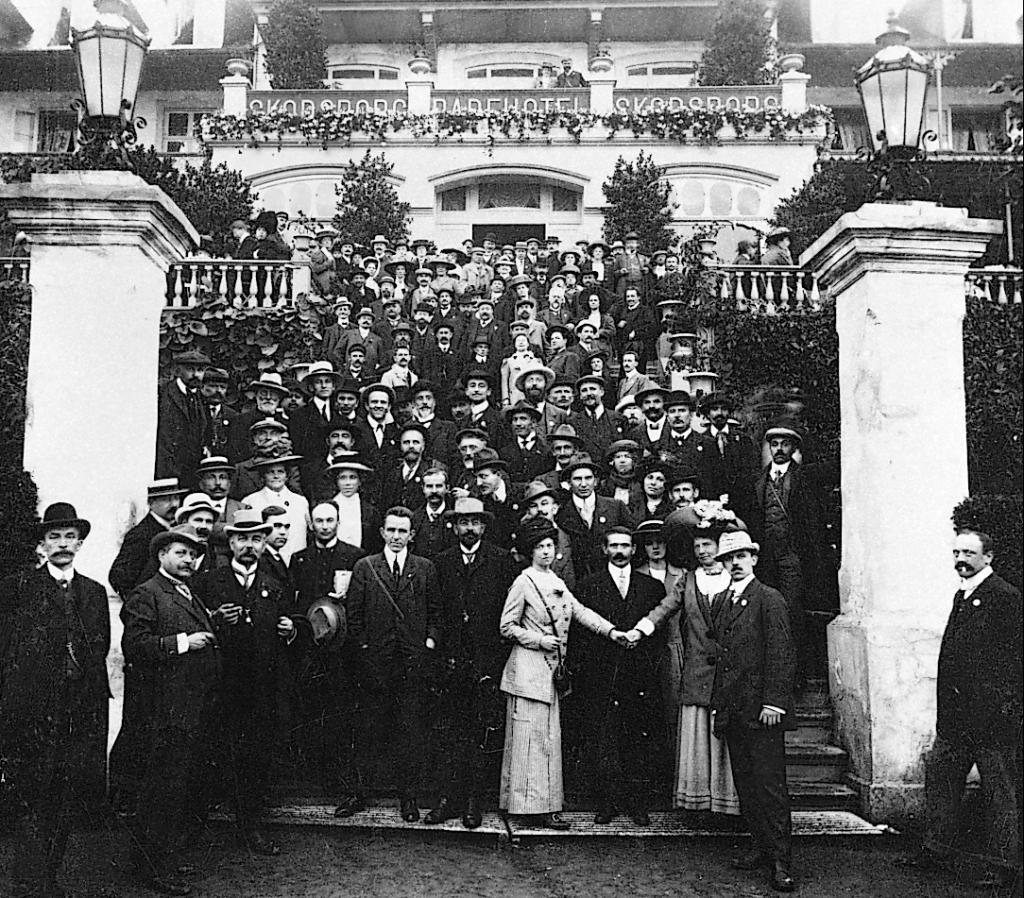
Copenhague, 1910, VIII congresso da Segunda Internacional: Kollontai com Clara Zetkin no centro

Ao voltar à Rússia, em 1903, consumada já a divisão do Partido Operário Social-Democrata Russo entre bolcheviques e mencheviques, não adere a nenhuma das tendências, apesar de simpatizar com os primeiros. Sua admiração por Plekhanov, líder menchevique, não permite, no entanto, que rechace a facção.
No chamado "Domingo Sangrento" de 1905, participa na manifestação que se dirige ao Palácio de Inverno, assistindo à carnificina de operários desarmados, protagonizada pelas tropas czaristas - uma imagem que ficará para sempre gravada na memória da jovem revolucionária.
Incorpora-se ao grupo bolchevique de Petrogrado, trabalhando na imprensa clandestina, contribuindo ainda para a unidade de ação entre os partidos social-democrata russo e finlandês, na luta comum contra o czarismo. Converte-se numa das primeiras revolucionárias a assentar as bases da organização de mulheres operárias, convocando-as para comícios específicos dirigidos a elas.
Em 1906, afasta-se da tendência bolchevique por discordar da participação institucional na Duma, e por divergências quanto ao papel dos sindicatos. Assim, entre 1906 e 1915 participa da fração menchevique.

## Exílio e definitiva adesão à fração bolchevique
Entre 1908 e 1917, vive exilada na Alemanha, na Bélgica, França, Inglaterra, Suíça, Itália, Dinamarca, Noruega e nos Estados Unidos. Em 1915, adere novamente ao grupo bolchevique, liderado por Lenin. É detida em duas ocasiões, na Alemanha e na Suécia, por fazer propaganda contra a guerra imperialista.
Após a Revolução de Fevereiro de 1917, regressa à Rússia e converte-se na primeira mulher eleita para o comité executivo do Soviete de Petrogrado, e depois do mesmo organismo em nível pan-russo. Oposta à linha majoritária entre os bolcheviques, de apoio crítico ao Governo provisório de Kerensky, imediatamente toma partido, quase solitária, ao lado de Lênin quando ele lança as revolucionárias Teses de Abril em seu retorno à Rússia. Eleita membro do Comité Central no VI Congresso, enquanto se acha numa prisão de Kerensky, fica livre pouco antes do definitivo levante revolucionário e ocupa o terceiro lugar na candidatura bolchevique para a Assembleia Constituinte. Torna-se Comissária do Povo para Assuntos do Bem-Estar Social.

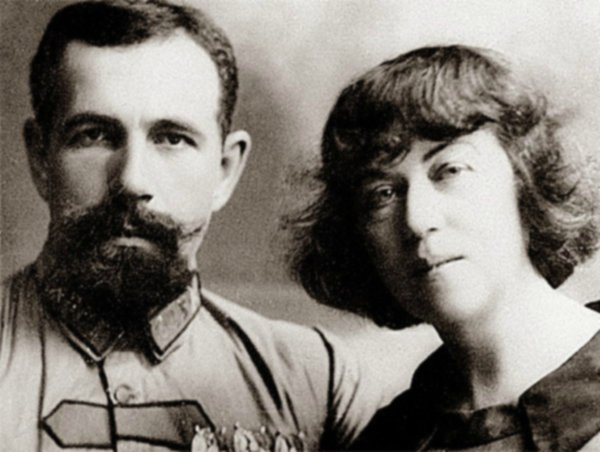
Pavel Dybenko e Alexandra Kollontai

Ainda em 1917, pouco depois da Revolução, casa-se com Pavel Dybenko, um jovem marinheiro de origem camponesa. O novo casamento dura até 1922.

## Do governo revolucionário à oposição operária
Após a vitória bolchevique, trabalhou para que fossem reconhecidos os direitos e liberdades às mulheres, modificando aspetos das leis que as subordinavam aos homens, como a negação do direito ao voto e a imposição de piores condições salariais. As relações familiares e sexuais foram liberalizadas, aprovando-se o divórcio e o direito ao aborto, além de numerosos benefícios sociais para a maternidade e a habilitação de creches.
Em 1918, Kollontai organiza o Primeiro Congresso de Mulheres Trabalhadoras de toda a Rússia, de onde nasce o Genotdel, organismo dedicado a promover a participação das mulheres na vida pública e nos projetos sociais, nomeadamente a luta contra o analfabetismo. Alexandra integra-se no Conselho Editorial da revista Kommunistka (Mulher Comunista). Nesse mesmo ano, no VII Congresso do Partido Bolchevique, opõe-se à assinatura da Paz de Brest-Litovsk, perdendo o lugar que ocupava no Comité Central.
Em 1920, fica responsabilizada pela organização de mulheres do partido. 
Em janeiro de 1921, juntou-se à chamada Oposição Operária, uma fração do Partido Comunista (Bolchevique) liderada por Alexander Shliapnikov e Sergei Pavlovich Medvedev, e, coincidindo com o X Congresso do Partido, escreveu um opúsculo com esse mesmo título, em que expôs as posições dessa tendência, alertando contra os "perigos de degeneração burocrática que ameaçam", e propondo o controlo operário das instituições. A Oposição Operária foi derrotada e dissolvida no final do Congresso.

## Carreira diplomática e morte

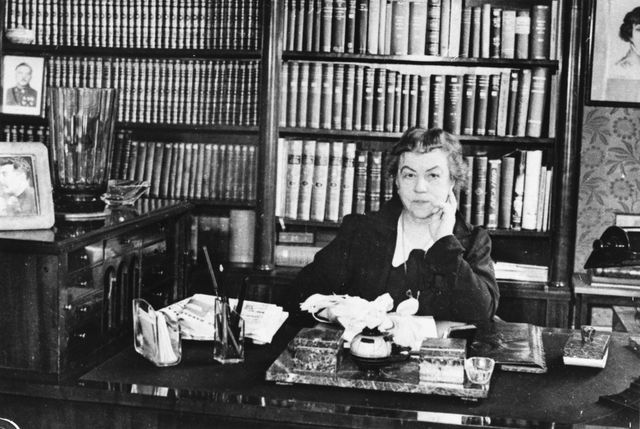
Kollontai trabalhando na legação soviética em Estocolmo

Em 1922, ela foi nomeada como assessora da embaixada soviética na Noruega. A partir de então Kollontai esteve efetivamente no exílio como diplomata, sendo a partir de 1924 encarregada de negócios e ministra plenipotenciária soviética na Noruega. 
Ela foi transferida posteriormente para o México entre 1925 e 1927, Noruega novamente entre 1927 e 1930, e Suécia desde esse ano até o da sua reforma, em 1945, um ano e meio depois de finalmente ser promovida embaixadora, provavelmente a primeira mulher a ocupar esse cargo.

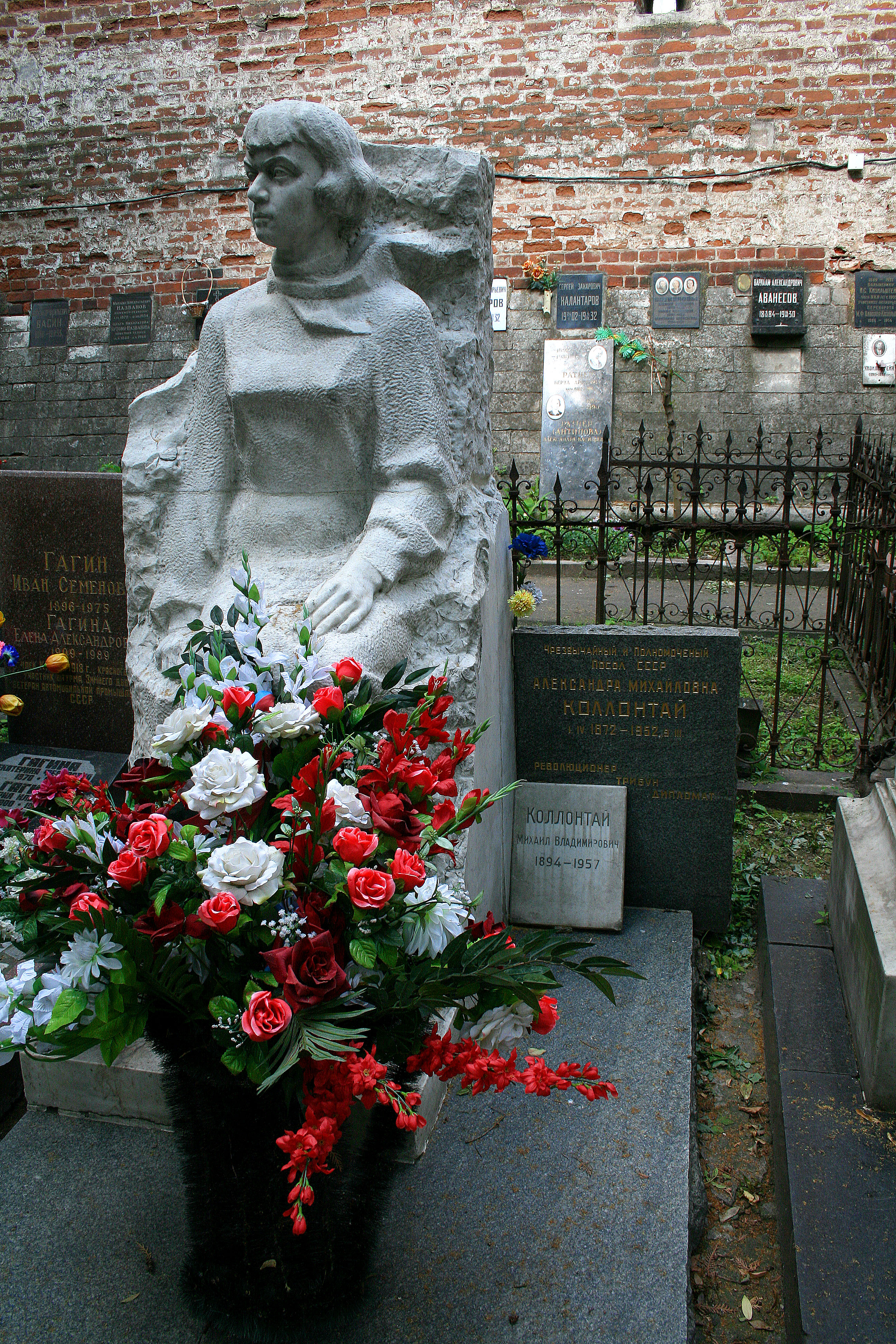
Túmulo de Alexandra Kollontai no Cemitério Novodevichy

Desde 1927, quando publicou um artigo de crítica radical contra a Oposição Unificada no Pravda, alinhou-se disciplinadamente com os seguidores de Josef Stalin, e foi, juntamente com o próprio Stalin e Matvei Muranov (1873–1959), o único membro do Comité Central bolchevique de 1917, que sobreviveu até à década de 1950, conseguindo passar ilesa pelas grandes purgas estalinistas. Ela nunca levantou a voz de forma alguma quando o seu amor da época do exílio, Alexander Shliapnikov, o seu marido da época da revolução, Pavel Dybenko, e inúmeros outros amigos e camaradas de luta foram executados. Além disso, ela nunca concordou em acusar ou trair alguém durante os julgamentos. Pelo contrário, “Kollontaj tentou o máximo que pôde para ajudar seus amigos, apelando para Molotov e outros, mas com resultados cada vez mais pobres”. Novamente em 1952, às vésperas de sua morte, uma advertência foi enviada a ela pelo Ministério das Relações Exteriores para que parasse de incomodar o Comitê Central de uma vez por todas com seus apelos para a libertação deste ou daquele amigo.
Faleceu em Moscovo em 9 de março de 1952.

## A sua obra teórica

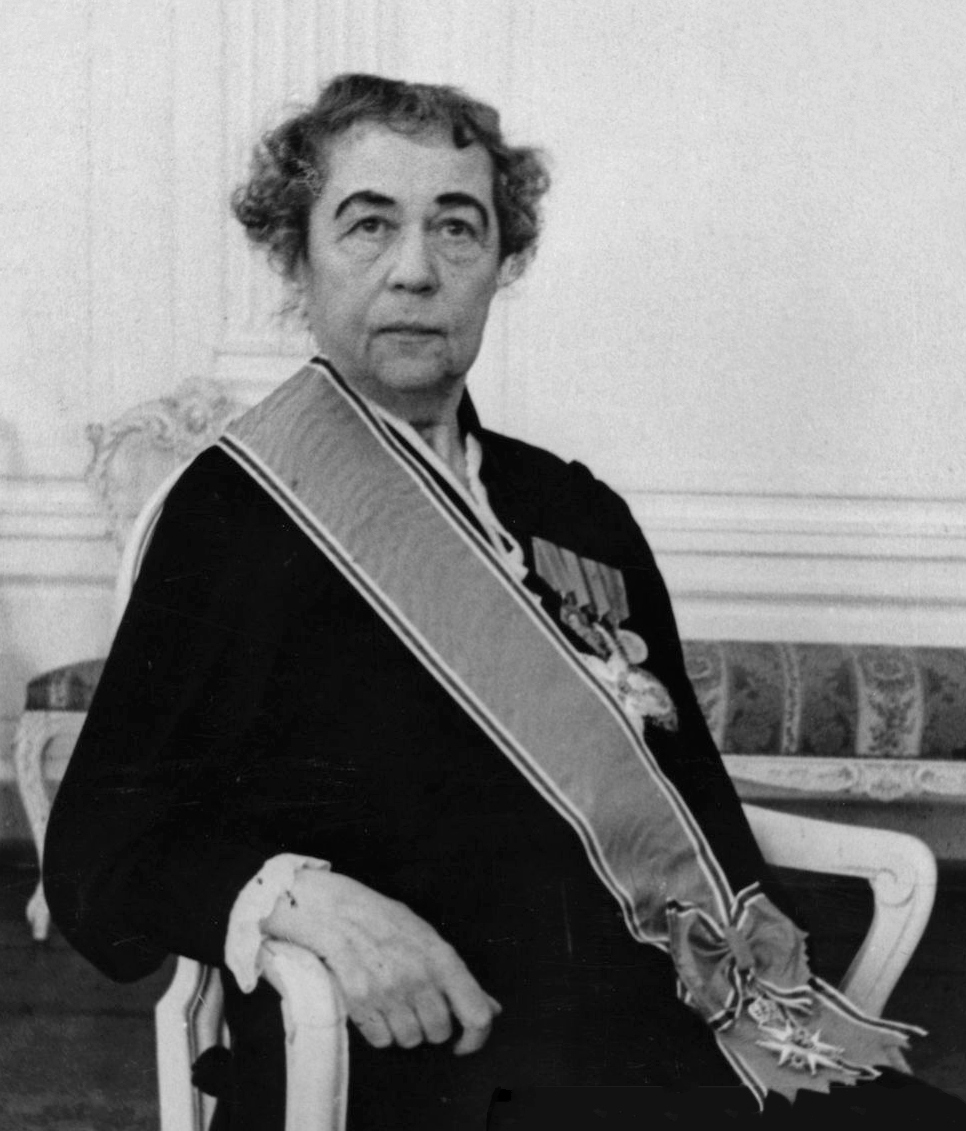
Kollontai, em 1946, após receber a Ordem de Santo Olavo, na embaixada da Noruega em Moscou.

Além de numerosos artigos de temática política, económica e feminista, destacamos as seguintes obras:
- A situação da classe operária na Finlândia (1903)
- A luta de classes (1906)
- Primeiro almanaque operário (1906)
- Base social da questão feminina (1908)
- A Finlândia e o socialismo (1907)
- Sociedade e maternidade (?)
- Quem precisa da guerra? (?)
- A classe operária e a nova moral (?)
- A nova mulher (1918)
- A moral sexual(1921)
- A oposição Operária (1921)